# Miloš Slabý
Miloš Slabý (* 18. srpna 1965) je bývalý československý fotbalista, obránce.

## Fotbalová kariéra
Hrál za Bohemians Praha, SK Sigma Olomouc a Viktorii Plzeň. V lize odehrál 330 utkání a dal 23 gólů. Ve Poháru UEFA nastoupil k 12 utkáním. V mládežnických reprezentacích odehrál 33 utkání a dal 1 gól.

## Ligová bilance
| Ročník                                   | Zápasy | Góly | Klub              |
| ---------------------------------------- | ------ | ---- | ----------------- |
| 1. československá fotbalová liga 1983/84 | 1      | 0    | Bohemians Praha   |
| 1. československá fotbalová liga 1986/87 | 23     | 0    | Bohemians Praha   |
| 1. československá fotbalová liga 1987/88 | 18     | 2    | Bohemians Praha   |
| 1. československá fotbalová liga 1988/89 | 29     | 3    | Bohemians Praha   |
| 1. československá fotbalová liga 1989/90 | 22     | 0    | SK Sigma Olomouc  |
| 1. československá fotbalová liga 1990/91 | 28     | 3    | SK Sigma Olomouc  |
| 1. československá fotbalová liga 1991/92 | 29     | 1    | SK Sigma Olomouc  |
| 1. československá fotbalová liga 1992/93 | 21     | 1    | SK Sigma Olomouc  |
| 1. česká fotbalová liga 1993/94          | 28     | 1    | FC Viktoria Plzeň |
| 1. česká fotbalová liga 1994/95          | 27     | 5    | FC Viktoria Plzeň |
| 1. česká fotbalová liga 1995/96          | 25     | 4    | FC Viktoria Plzeň |
| 1. česká fotbalová liga 1996/97          | 25     | 1    | FC Viktoria Plzeň |
| Gambrinus liga 1997/98                   | 28     | 1    | FC Viktoria Plzeň |
| Gambrinus liga 1998/99                   | 26     | 1    | FC Viktoria Plzeň |
| CELKEM                                   | 330    | 23   |                   |